# 아이키카이
아이키카이(일본어: 合気会→합기회)는 아이키도를 사회에 보급하는 것을 목적으로 아이키도의 창시자 우에시바 모리헤이가 설립한 일본의 공익 법인이다. 본부는 도쿄도 신주쿠구에 있다.
태평양 전쟁 개전 전에 재단법인 황무회(皇武会)로 설립되어 종전 후 현재 이름으로 개칭하였다. 2012년에 공익 재단법인으로 전환했다.
일본 무술 협의회에 가입하고 있으며, 매년 5월에 일본 무도관에서 전일본 합기도 연무 대회가 개최된다. 참가자는 1만 명 이상이다.

## 관련 단체
- 국제 아이키도 연맹 (IAF) (1976년 설립)
- 전일본 아이키도 연맹 (1976년 설립)
- 방위성 아이키도 연합회 (1961년 설립)
- 전국 학생 아이키도 연맹 (1961년 설립)
- 전국 고등학교 아이키도 연맹 (2002년 설립)